# Arsenal (metrostation Parijs)

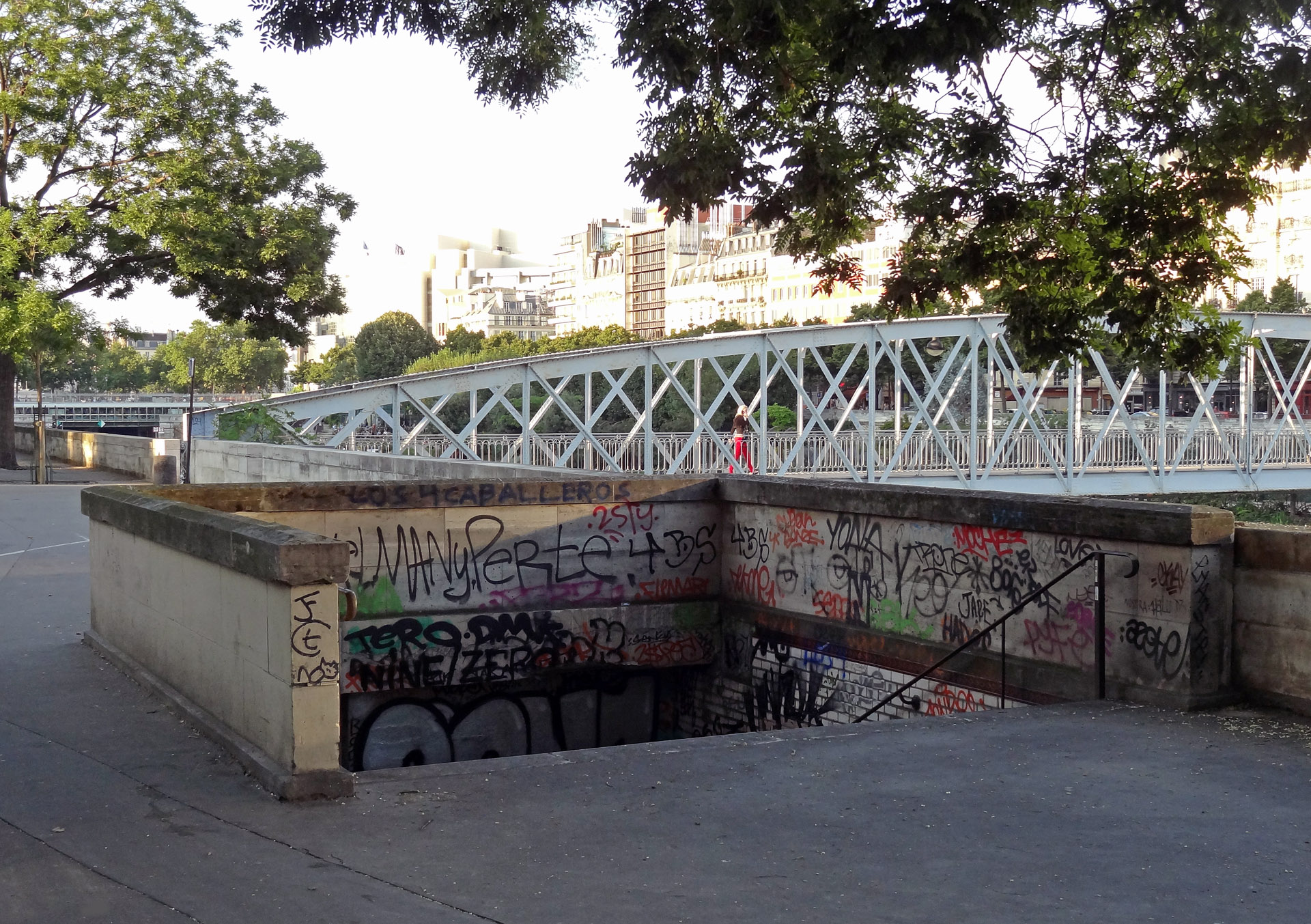
Ingang aan de Boulevard Bourdon

Arsenal is een spookstation van de Parijse metro en is gelegen op lijn 5, tussen de stations Bastille en Quai de la Rapée in het 4e arrondissement van Parijs

## Het station

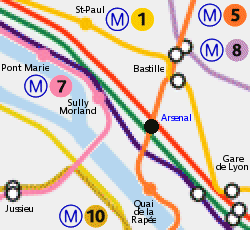
Ligging van het station Arsenal

Het station werd gesloten in 1939, ten gevolge van de mobilisatie naar aanleiding van de Tweede Wereldoorlog. Het station is nadien nooit meer geopend.